# Laghi di Titano

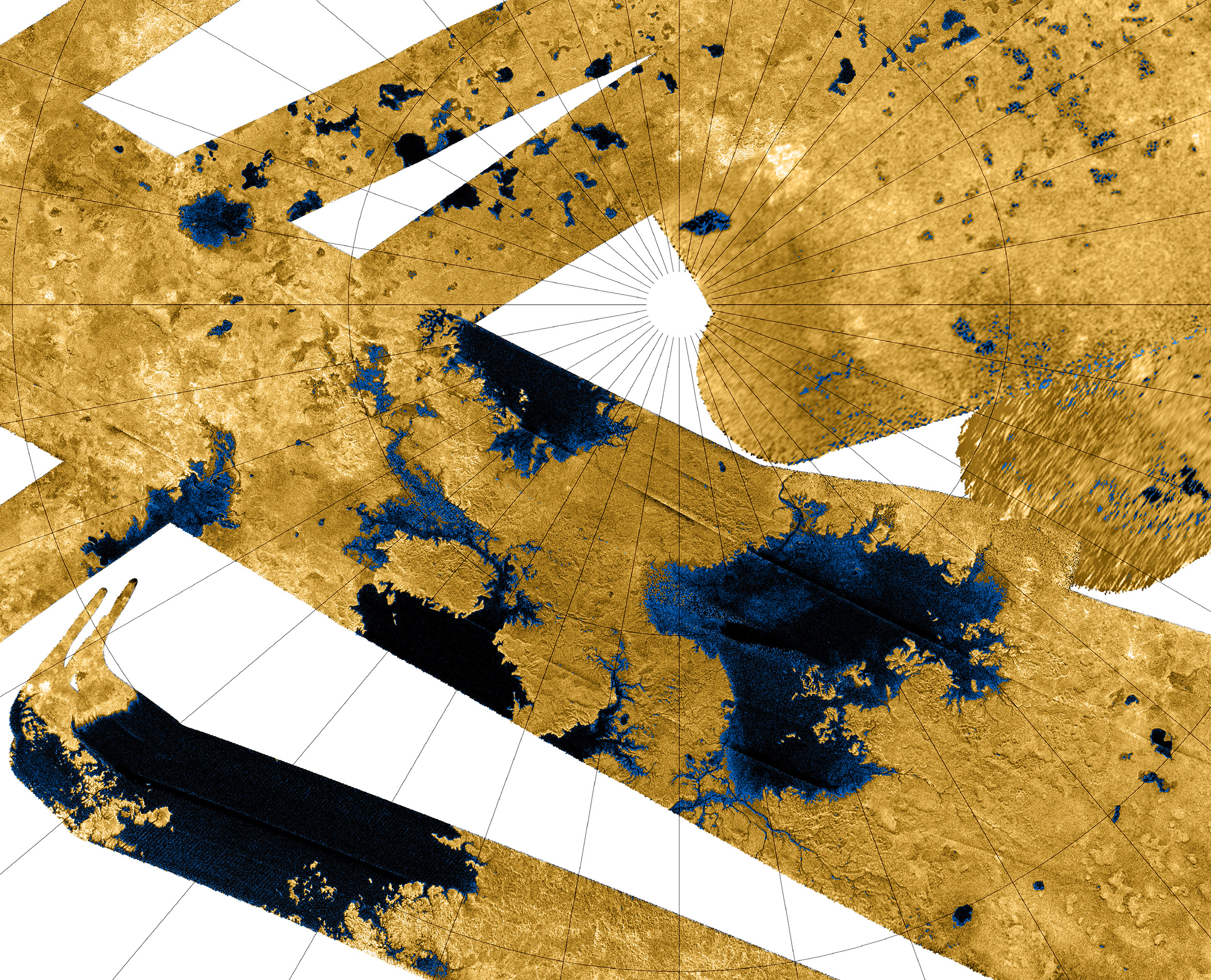
Laci e maria titaniani

La missione spaziale Cassini-Huygens ha portato alla scoperta su Titano di vaste superfici ricoperte da idrocarburi allo stato liquido, che sono genericamente denominate laghi di Titano.
I laghi di idrocarburi di dimensioni maggiori sono stati denominati convenzionalmente maria mentre per i bacini di dimensioni minori si usa il termine latino lacus.

## Storia
La possibilità che ci fossero mari su Titano venne suggerita per la prima volta sulla base dei dati delle sonde spaziali Voyager 1 e 2, lanciate nell'agosto e nel settembre 1977. Non sono state ottenute prove dirette fino al 1995, quando i dati del telescopio spaziale Hubble e altre osservazioni evidenziarono l'esistenza di metano liquido su Titano. Quando arrivò la sonda Cassini nei pressi di Titano nel 2004 non furono rilevati riflessi che facessero pensare a laghi e mari di idrocarburi nelle zone vicino all'equatore, anche se rimaneva la possibilità che questi venissero identificati nelle regioni polari. Successivamente nella zona polare sud fu identificato un lago sospetto chiamato Ontario Lacus, ma fu il 22 luglio 2006, quando la Cassini sorvolò le alte latitudini settentrionali, all'epoca nella stagione invernale, che trovò conferma di vaste macchie scure nelle vicinanze del polo nord, e gli scienziati della missione Cassini affermarono che quei riflessi erano certamente distese di metano liquido.
Durante un sorvolo della Cassini nel febbraio 2007, le osservazioni radar rivelarono diverse grandi caratteristiche nella regione del polo nord interpretate come grandi distese di metano liquido, tra cui una, Ligeia Mare, avente un'area di 126.000 km2, e un altro, Kraken Mare, che in seguito si sarebbe rivelato essere tre volte più grande. Un sorvolo delle regioni polari meridionali di Titano nell'ottobre 2007 rivelò alcune caratteristiche simili, sebbene molto più piccole. Infatti se i mari nei pressi del polo nord hanno una profondità stimata di almeno 100 metri ma forse anche 300 metri, analisi effettuate sull'Ontario Lacus del polo sud hanno mostrato una profondità massima di 2,9-7,4 metri, nonostante la sua superficie sia un quinto di quella del suo omonimo terrestre. Al contrario, il Ligea Mare nonostante sia solo il secondo più grande di Titano, ha una quantità di metano sufficiente per riempire tre laghi come il Michigan.

## Mari
Ai mari di Titano sono stati assegnati nomi di leggendari mostri marini:
| Nome        | Coordinate       | Diametro (Km) | Origine del nome                                           |
| ----------- | ---------------- | ------------- | ---------------------------------------------------------- |
| Kraken Mare | 68.0°N 310.0°O   | 1170,0        | Il Kraken è una creatura della mitologia nordica           |
| Ligeia Mare | 79°00′N 248°00′O | 500,0         | Ligeia è una sirena della mitologia greca                  |
| Punga Mare  | 85.1°N 339.7°O   | 380,0         | Punga è il nome di un mostro marino della tradizione Maori |

## Laghi
Ai laghi di Titano sono stati assegnati nomi di altrettanti laghi esistenti sulla superficie terrestre.
| Nome           | Coordinate             | Diametro (km) | Origine del nome                                                        |
| -------------- | ---------------------- | ------------- | ----------------------------------------------------------------------- |
| Abaya Lacus    | 73°10′12″N 45°33′00″W  | 65.0          | Lago Abaya, Etiopia                                                     |
| Bolsena Lacus  | 75°45′00″N 10°16′48″W  | 101.0         | Lago di Bolsena, Italia                                                 |
| Feia Lacus     | 73°42′00″N 64°24′36″W  | 47.0          | Lagoa Feia, Brasile                                                     |
| Jingpo Lacus   | 73°N 336°W             | 240.0         | Lago Jingpo, Cina                                                       |
| Kivu Lacus     | 87°N 121°W             | 77.5          | Lago Kivu, alla frontiera tra Ruanda e Repubblica Democratica del Congo |
| Koitere Lacus  | 79°24′00″N 36°08′24″W  | 68.0          | Koitere, Finlandia                                                      |
| Mackay Lacus   | 78°19′12″N 97°31′48″W  | 180.0         | Lago Mackay, Australia                                                  |
| Mývatn Lacus   | 78°11′24″N 135°16′48″W | 55.0          | Mývatn, Islanda                                                         |
| Neagh Lacus    | 81°06′36″N 32°09′36″W  | 98.0          | Lough Neagh, Irlanda del Nord                                           |
| Oneida Lacus   | 76°08′24″N 131°49′48″W | 51.0          | Lago Oneida, USA                                                        |
| Ontario Lacus  | 72°S 183°W             | 235.0         | Lago Ontario, alla frontiera tra Canada e Stati Uniti d'America.        |
| Sotonera Lacus | 76°45′00″N 17°29′24″W  | 63.0          | Lago Sotonera, Spagna                                                   |
| Sparrow Lacus  | 84°18′N 64°42′W        | 81.4          | Lago Sparrow, Canada                                                    |
| Waikare Lacus  | 81°36′N 126°00′W       | 52.5          | Lago Waikare, Nuova Zelanda                                             |

## Possibili bacini equatoriali prosciugati
Nel 2000, tramite radiotelescopi, sono stati raccolti dei segnali radio particolarmente definiti provenienti dalla linea equatoriale di Titano. Si tratta di riflessioni speculari e si registrano quando onde elettromagnetiche rimbalzano su una superficie piatta con lo steso angolo con cui la colpiscono. Probabilmente queste superfici riflettenti sono il fondo di bacini prosciugati.